# Colón (ort i Costa Rica)
Colón är en ort i Costa Rica.   Den ligger i provinsen Heredia, i den centrala delen av landet, 17 km väster om huvudstaden San José. Colón ligger 801 meter över havet och antalet invånare är 9 687.
Terrängen runt Colón är huvudsakligen kuperad, men norrut är den platt. Runt Colón är det tätbefolkat, med 849 invånare per kvadratkilometer. Närmaste större samhälle är San José, 17,4 km öster om Colón. I omgivningarna runt Colón växer i huvudsak städsegrön lövskog.